# Savignium milleporae
Savignium milleporae is een zeepokkensoort uit de familie van de Pyrgomatidae. De wetenschappelijke naam van de soort is voor het eerst geldig gepubliceerd in 1854 door Darwin.